# SBS 9
SBS 9 ist ein niederländischer Privatsender und gehört neben NET 5, SBS 6 und Veronica zu SBS Broadcasting, das komplett in den Händen von Talpa Media ist. Der Fernsehsender richtet sich hauptsächlich an eine weibliche Zielgruppe und zeigt hauptsächlich Fernsehshows, Filme und Wiederholungen von den anderen Fernsehsendern, die zu SBS Broadcasting gehören.
Im Jahr 2013 gab SBS Broadcasting bekannt, einen vierten Fernsehsender, die sich auf Frauen richtet, starten zu wollen. Der damalige Geschäftsführer von SBS Broadcasting, Remko van Westerloo, gab im September 2014 bekannt, dass der Sender SBS 9 heißen und im Januar 2015 den Sendebetrieb aufnehmen werde.

## Sendungen (Auswahl)
- Achter gesloten deuren
- Beschuldigd
- Overspel in de liefde
- Celblok H
- Reportage
- Verborgen gebreken